# Буркат Валерій Петрович
БУ́РКАТ Валерій Петрович (нар. 27 лютого 1939, м. Барвінкове, Харківська область — 9 листопада 2009, Київ, похов. у смт Чабани Києво-Святошинського району Київської області) — вчений-аграрій. Доктор с.-г. наук (1990), професор (1996), академік УААН (1995). Державна премія України в галузі науки і техніки (1993, 1999). Від 1996 — віце-президент УААН, від 2001 — академік-секретар Відділу зоотехнії УААН. Вивів українську червоно-рябу та чорно-рябу породи молочної, волинської і поліської м'ясних порід.

## Джерело
- М. Я. Єфименко. БУ́РКАТ Валерій Петрович [Архівовано 20 червня 2020 у Wayback Machine.] // ЕСУ